# Kümmel-Haarstrang
Der Kümmel-Haarstrang (Dichoropetalum carvifolia (Vill.) Pimenov & Kljuykov, Syn.: Peucedanum carvifolia Vill.), auch Kümmelblatt-Haarstrang oder Kümmelblättriger Haarstrang genannt, ist eine Pflanzenart aus der Gattung Dichoropetalum innerhalb der Familie der Doldenblütler (Apiaceae) ist.

## Beschreibung

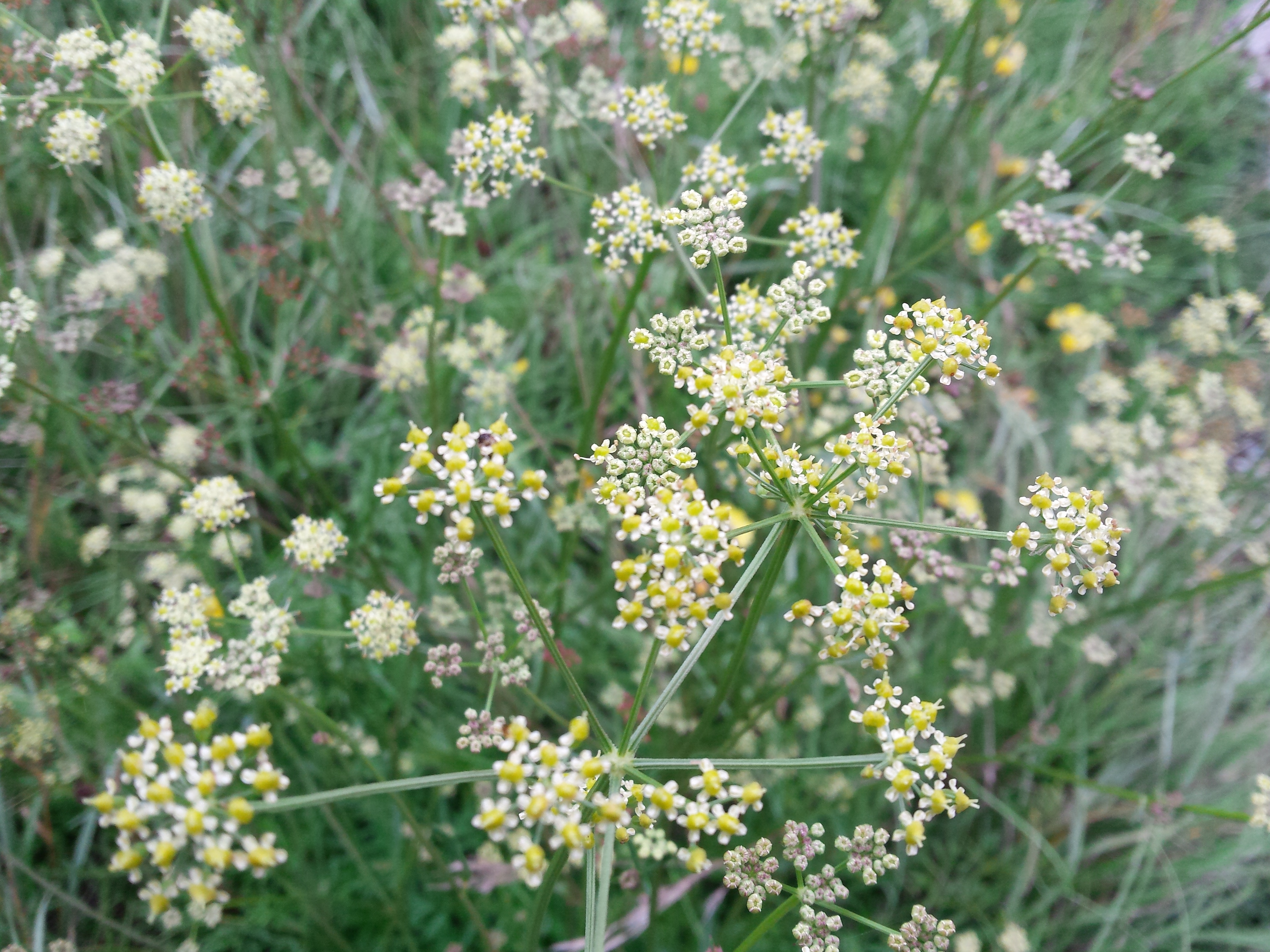
Ausschnitt eines doppeldoldigen Blütenstandes

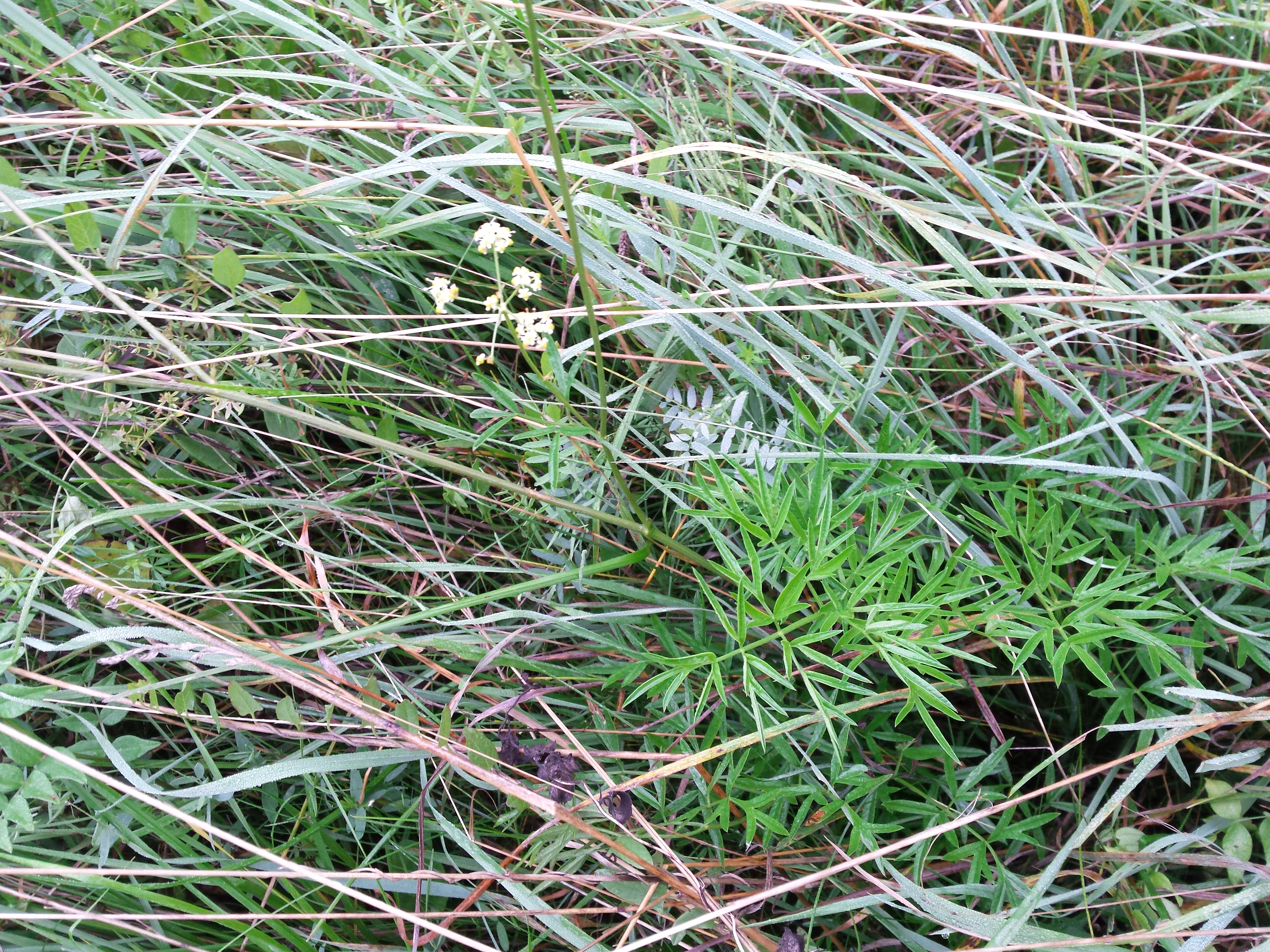
Laubblatt

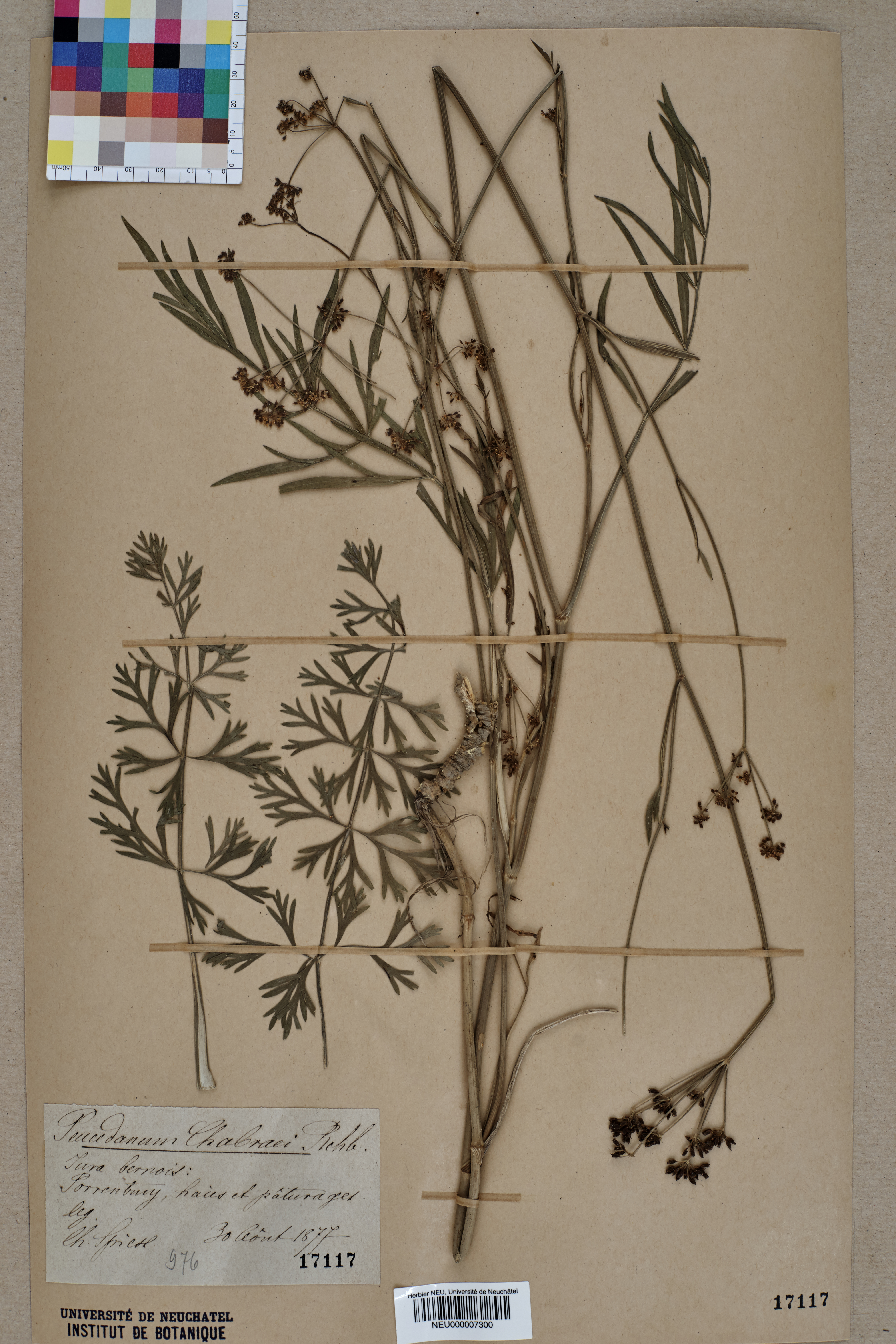
Herbarexemplar (Bitte keine Pflanzenteile aus Naturbeständen entnehmen)

### Vegetative Merkmale
Der Kümmel-Haarstrang wächst als ausdauernde krautige Pflanze, die Wuchshöhen von 30 bis 100 Zentimetern erreicht. Der Stängel ist aufrecht, wenigstens im oberen Bereich kantig gefurcht und verzweigt.
Die Laubblätter sind einfach gefiedert und glänzen beiderseits, ihre Blattabschnitte sind fiederteilig, mit lineal-lanzettlichen Zipfeln. Die meist nur an den nichtblühenden Wurzelköpfen vorhandenen grundständigen Blätter sind lang gestielt, einfach oder doppelt fiederteilig mit linealischen bis breit länglichen Zipfeln. Sie sind den Blättern des Kümmel (Carum carvi) ähnlich. Die mittleren Stängelblätter sind auf langen aufrechten Blattscheiden sitzend. Die obersten Stängelblätter sind oft nur noch dreiteilig oder einfach.

### Generative Merkmale
Die Blütezeit reicht von Juni bis September. Die doppeldoldigen Blütenstände enthalten viele Blüten. Die 6 bis 18 Doldenstrahlen sind sehr ungleich lang und auf der Innenseite (wie auch die Blattränder) rau papillös. Blütenhülle und Hüllchen bestehen aus wenigen Hüll- oder Hüllchenblättern oder fehlen ganz. Die Blüten sind fünfzählig. Die Kronblätter ist gelblich oder grünlichweiß und außen oft rötlich überlaufen. Sie sind etwa 1 Millimeter lang, an der Spitze ausgerandet und mit einem eingeschlagenen Läppchen versehen.
Die Doppelachäne ist 4 bis 5 Millimeter lang und etwa 3 Millimeter breit etwa so lang wie ihr Stiel und strohgelb und glatt.
Die Chromosomenzahl beträgt 2n = 22.

## Vorkommen
Es gibt Fundortangaben für Portugal, Spanien, Frankreich, Sizilien, Italien, die Schweiz, Österreich, Belgien, Luxemburg, die Niederlande, Deutschland, Tschechien, Slowenien, Kroatien, Serbien, Bosnien und Herzegowina, Montenegro, Nordmazedonien, Slowakei, Ukraine, Bulgarien, Moldawien, Rumänien, Türkei, das europäische Russland und die Kaukasusregion.
In Mitteleuropa kommt der Kümmel-Haarstrang selten an der Saar, an der Mosel, am Mittelrhein, im südöstlichen Bayerischen Wald zwischen Laber und Isarmündung, im südlichen Schweizer Jura, in Niederösterreich, in der Steiermark und in Kärnten vor, in den Niederland und Belgien in Wiesen und auf Hochwasserdeichen entlang von Rhein und Maas, die aktuelle Verbreitung in Frankreich zeigt die Verbreitungskarte des INPN. Die Schweizer Vorkommen liegen fast ausschließlich im Nordwesten (Jura).
Der Kümmel-Haarstrang gedeiht am besten auf nicht zu trockenen, humosen, tiefgründigen Lehm- oder Tonböden in Lagen mit warmem Klima. Er besiedelt frische Wiesen, frischere Halbtrockenrasen, Trockengebüsch- und Waldsäume. Er kommt auf der Iberischen Halbinsel in Höhenlagen von 40 bis 2050 Meter Meereshöhe vor.
Die ökologischen Zeigerwerte nach Landolt et al. 2010 sind in der Schweiz: Feuchtezahl F = 3w (mäßig feucht aber mäßig wechselnd), Lichtzahl L = 3 (halbschattig), Reaktionszahl R = 4 (neutral bis basisch), Temperaturzahl T = 4+ (warm-kollin), Nährstoffzahl N = 2 (nährstoffarm), Kontinentalitätszahl K = 2 (subozeanisch).

## Systematik und botanische Geschichte
Die Taxonomie dieser Pflanzenart ist langwierig und verwickelt. Der Name geht zurück auf eine unklare Beschreibung Carl von Linnés, die Arten Seseli Carvifolia und Selinum Carvifolia (Selinum carvifolia L.) mit unklarer, teilweise widersprüchlicher Diagnose, mit Bezug auf das Werk von Caspar Bauhin, der darin aber vermutlich eine andere Art meinte. Die Art entspricht der Diagnose eines anderen Botanikers, Johann Friedrich Gmelin. Der österreichische Botaniker Heinrich Johann Nepomuk von Crantz versucht in seiner Neubearbeitung der Doldenblütler den Widerspruch aufzulösen und unterschied nun zwei Arten, die er als Selinum carvifolium Gmelini und Selinum carvifolium Chabraei benannte, beide mit Diagnose versehen. Als Dominique Villars die Doldenblütler später neu überarbeitete, übernahm er die "Selinum carvifolium Chabraei" von Crantz, übertrug sie in die Gattung Peucedanum und nannte die Art Peucedanum carvifolia. Der Name von Crantz entspricht aufgrund seiner Bildungsweise (als Trinomen) nicht den Regeln der botanischen Nomenklatur. Dennoch hat es später Bestrebungen gegeben, den Namen Crantz zuzuschreiben oder seine Namensform zu erhalten, so als Peucedanum carvifolia (Crantz) Villars, Peucedanum chabraei (Jacq.) Reichenb. oder Peucedanum carvifolium-chabraei Crantz. Constantine Samuel Rafinesque-Schmaltz stellte sogar eine Gattung Chabraea (mit Peucedanum carvifolia als Typusart) auf, die allerdings als jüngeres Homonym illegitim ist.
Morphologisch arbeitenden Botanikern war schon länger klar geworden, dass die überaus artenreiche Großgattung Peucedanum in alter Auffassung polyphyletisch sein muss. Eine Neugliederung war aber erst mittels phylogenomischen Analysen möglich. Dabei lösten Reduron et al. 1997 drei Arten, darunter Peucedanum carvifolia, aus der Gattung heraus und stellten für sie eine neue Gattung Holandrea auf. Dies wurde in einer Analyse auf Basis der 57S-rRNA durch Spalik et al. 2004 bestätigt. In einer späteren Analyse bemerkten Pimenov et al. 2007, dass eine andere Art der (im Kern bestätigten) Artengruppe, nämlich Johrenia alpina Fenzl (Fenzl) bereits früher einen gültigen Gattungsnamen erhalten hatte als Dichoropetalum alpinum Fenzl, dementsprechend musste die Gattung Holandrea in Dichoropetalum Fenzl 1842 umbenannt werden. Dementsprechend ist der 2007 akzeptierte Name der Art Dichoropetalum carvifolia (Vill.) Pimenov & Kljuykov.
Sie war Teil der aufgelösten (polyphyletischen) ehemaligen Großgattung  (Peucedanum, Haarstrang). Die Gattung Dichoropetalum gehört zur Tribus Selineae.
Synonyme für Dichoropetalum carvifolia (Vill.) Pimenov & Kljuykov sind: Peucedanum carvifolia Vill., Holandrea carvifolia (Vill.) Reduron, Charpin & Pimenov(Vill.) Pimenov & Kljuykov.